# Thabiso Nkoana
Thabiso Nkoana (Pretoria, 28 oktober 1992) is een Zuid-Afrikaans voetballer die doorgaans als rechtsbuiten speelt. In 2015 maakte hij de overstap van Supersport United naar Pretoria University.